# Суріди
Династія Сурідів або Сурі (пушту د سوریانو ټولواکمني) — середньовічна мусульманська династія правителів Північної Індії пуштунського походження (1539—1555), заснована біхарським воєначальником Шер-ханом, остання династія Делійського султанату.

## Походження
Династія Сурідів походила з пуштунського племені сур, що переселилось до Індії з Афганістану за часів правління делійського султана Бахлул Хана Лоді (1451—1489). Один з провідників племені, Хасан-хан ібн Ібрагім-хан Сурі, отримав у той період від правителя Джаунпура, Джамал-хана, у джаґір міста Сасарам, Хаспур і Танд.
Син Хасан-хана Фарід-хан Сурі здобув освіту у Джаунпурі, після чого за дорученням батька зайнявся управлінням та благоустроєм його джаґіра, у чому мав значні успіхи. 1522 року Фарід-хан ібн Хасан-хан поступив на службу до афганського правителя Біхара Бахар-хана Лохані, від якого Фарід-хан за відданість та відвагу отримав титул Шер-хан («Лев-повелитель»). Після битви при Паніпаті 1526 року Шер Шах Сурі перейшов на службу до Бабура й 1528 року за його підтримки забрав у своїх зведених братів джаґір свого покійного батька.
Після смерті Бахар-хана Лохані 1529 року Шер Шах Сурі став опікуном його малолітнього сина та спадкоємця Джалал-хана, зосередивши тим самим у своїх руках владу над Біхаром. 1530 року він захопив фортецю Чунар разом зі скарбницею династії Лоді (близько 900 000 рупій).
Невдоволення верхівки племені лохані зростанням влади Шер Шаха Сурі у Біхарі призвело до того, що 1533 року вожді лохані вступили проти нього до союзу з бенгальським султаном Гіяс ад-дін Махмуд-шахом, до якого невдовзі втік неповнолітній Джалал-хан Лохані. 1534 року Шер-хан розбив коаліційні бенгальсько-лоханійські війська біля Сураджгарха на березі річки Кіул. Та перемога цілком усунула з політичної арени плем'я лохані та зламала військову міць Бенгалії, а Шер-хан став фактично незалежним правителем Біхара та значної частини Бенгалії. Під його прапорами зібрались афганські племена, невдоволені владою Великих Моголів.
1535 року Шер-хан захопив бенгальські території до самого Бхагалпура, 1537 року взяв в облогу, а 6 квітня 1538 узяв столицю Бенгалії місто Гаур. Махмуд-шах утік до Хумаюна, який невдовзі на чолі значного війська вторгся до Бенгалії й заволодів Гауром. Шер-хан відступив до Біхара й укріпився у фортеці Рохтас.

## Возвеличення династії
27 червня 1539 року Шер-хан розбив армію Хумаюна біля Чауси. Останній втік, а Шер-хан заволодів усією Бенгалією та Джаунпуром. У грудні того ж року Шер-хан був коронований під іменем Шер Шаха та прийняв титул султана (шаха) Північної Індії. У травні 1540 року при Канауджі Шер Шах здобув остаточну перемогу над 40-тисячною армією Хумаюна, після чого падишах надовго залишив Північну Індію. Шер Шах зайняв Делі, де знову був коронований. До 1542 року Шер Шах підкорив Гваліор, Малаву, Удджайн, Сінд і Пенджаб. 1544 року Шер Шах на чолі 80-тисячної армії вторгся до Раджпутани, завоював Аджмир, Джодхпур і Чітор, однак невдовзі загинув через вибух бомби під час облоги фортеці Каланджар. Вперше в історії раджпутські князівства стали васалами мусульманського правителя Делі.
За часів правління Шер Шаха було проведено багато важливих адміністративних і фінансових реформ. Окрім іншого, за його вказівкою було розпочато заміри пашні, Шер Шах установив тверді ставки земельного податку, упорядкував стягнення торгових зборів і першим розпочав випуск повноцінної рупії, що стала прототипом сучасної індійської рупії. Економічна політика Шер-шаха призвела до пожвавлення торгівлі, чому також сприяло масштабне будівництво доріг. Шер Шаху приписують облаштування 1700 караван-сараїв уздовж торгових та інших шляхів.
Адміністративна політика Шер Шаха мала в результаті значне зміцнення центральної влади й послаблення позицій місцевої знаті. Державу було розділено на 47 адміністративних одиниць (саркарів), які, у свою чергу, поділялись на кілька податкових районів (паргана). Шер Шах проводив мудру політику релігійної терпимості до індуїзму й широко залучав індусів до військової, адміністративної та іншої служби на користь своєї імперії.
1545 року владу успадкував син Шер Шаха Джалал ад-дін Іслам-шах, проти якого виступив інший син Шер Шаха Аділ-хан. Невдовзі, однак, Іслам Шах розгромив війська Аділ-хана при Сікрі й укріпився у владі. Іслам Шах спрямував свої зусилля на підкорення повсталих афганських амірів і завоювання пенджабського племені гакхарів, він перерозподілив джаґіри придворних і сановників, надавши їх людям, які були особисто зобов'язані шаху своїм становищем. За Іслам Шаха було посилено західні кордони держави в районі Кашміру.

## Занепад династії

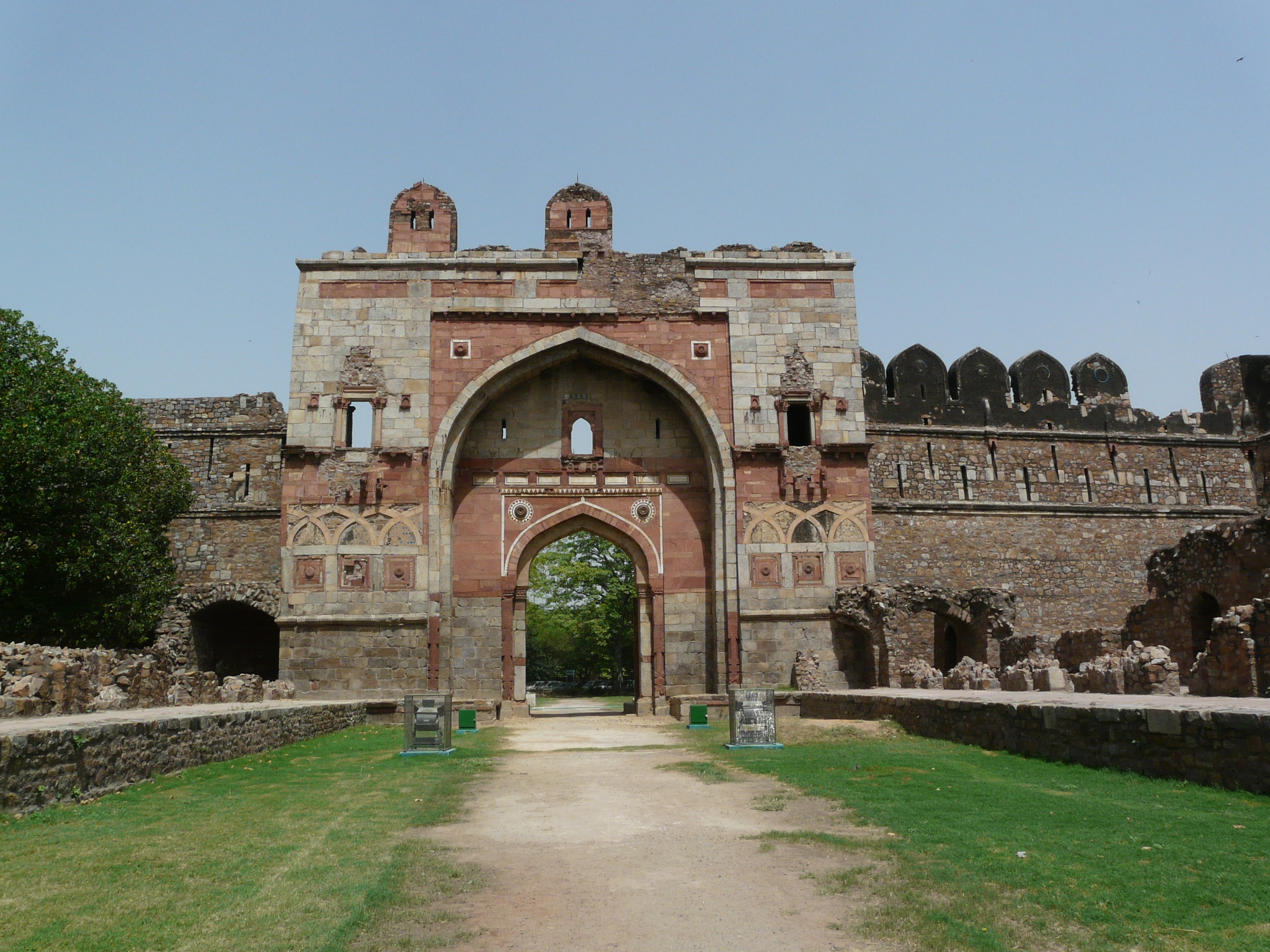
Одна з брам Делі (поряд із Пурана-Кіла), зведена за Сурідів

Владу після смерті Іслам Шаха 1554 року успадкував його 12-річний син Фіруз Шах, який за місяць після коронації був убитий Абу-л-Музаффаром Мухаммадом Аділь Шахом, сином Нізам-хана Сурі, одного з братів Шер Шаха. Узурпувавши престол, Мухаммад Аділь Шах спробував надати своїй владі вигляду легітимності, однак інші члени династії Сурідів не захотіли визнавати його султаном та підбурили повстання.
Серед інших, валі Бенгалії Мухаммад-хан Сурі заявив про свою незалежність і проголосив себе бенгальським султаном під іменем Шамс ад-діна Мухаммад-шаха. Намісник Малави Баз Багадур також проголосив себе незалежним малавським султаном. 1555 року двоюрідний брат Шер Шаха Ібрагім-хан ібн Газі-хан Сурі захопив Делі й повалив Мухаммада Аділь Шаха. Невдовзі полководець і колишній візир султана Мухаммада Аділь Шаха, індус Хему Вікрамадітья, завдав поразки султану Ібрагім Шаху Сурі при Калпі. У той же час проти нового султана Ібрагім Шаха повстав валі Пенджабу Ахмад-хан ібн Ісмаїл-хан Сурі, інший двоюрідний брат Шер Шаха, який проголосив себе султаном під іменем Сікандар Шаха. Таким чином, 1555 року у Північній Індії було одночасно три султана (не враховуючи султана Бенгалії), які сперечались за владу один з іншим: Мухаммад Аділь Шах, Ібрагім Шах Сурі та Сікандар Шах Сурі. Це означало фактичний розпад держави Сурідів.
Скориставшись ситуацією, що склалась, Хумаюн знову вторгся до Індії й у лютому 1555 року захопив Лахор. У травні 1555 року війська Хумаюна розбили армію султана Сікандар Шаха Сурі у битвах при Мачівари та при Сірхінді, після чого Хумаюн зайняв Делі, де й помер 26 січня 1556 року. Сікандар Шах відступив до Пенджабу, де продовжив битись з могольськими військами під проводом Байрам-хана. У той же час Хему розбив та убив у Чхапаргхаті султана Бенгалії Шамс ад-діна Мухаммад-шаха Сурі.
Скориставшись тимчасовою дезорганізацією могольських сил, викликаною смертю падишаха, Хему виступив з Бенгалії й 6 жовтня 1556 року захопив Делі. Не бажаючи бачити на престолі нікого з Сурідів, Хему 7 жовтня 1556 року був коронований імператором Індії за індуїстською традицією, прийнявши стародавній санскритський титул самрат та взявши тронне ім'я Чандра Вікрамадітья.
Однак правління самрата Чандри Вікрамадітьї тривало лише місяць: 5 листопада 1556 року у другій битві при Паніпаті його війська були розбиті могольською армією на чолі з молодим падишахом Акбаром і регентом Байрам-ханом, сам він зазнав смертельного поранення на полі бою, був взятий у полон і страчений. У травні 1557 року могольські війська взяли в облогу султана Сікандар Шаха Сурі у фортеці Манкот і змусив його здатись в обмін на обіцянку зберегти йому життя та володіння. За два роки Сікандар Шах мирно помер у себе в маєтку. Того ж року армія Аділь Шаха Сурі була розбита у Біхарі бенгальцями, а сам він загинув.

## Бенгальська гілка династії
Мухаммад Хан Сурі був призначений валі Бенгалії 1545 року, а 1554 він проголосив себе незалежним султаном під іменем Шамс ад-діна Мухаммад-шаха. Незважаючи на те, що 1555 року він був розбитий та вбитий у Чхапаргхаті полководцем Хему, його син Гіяс-ад-дін Бахадур-шах II того ж року захопив Бенгалію та проголосив себе султаном. Того ж року останній розбив та вбив султана Аділь Шаха Сурі. До кінця свого правління Гіяс-ад-дін Бахадур-шах II спробував захопити Джаунпур, однак зазнав поразки від моголів. 1561 року султаном Бенгалії став брат Багадур Шаха II Гіяс-ад-дін Джалал Шах Сурі, який перебував на престолі тільки два роки. 1563 року владу успадкував його син, який за кілька місяців був убитий. Останній сурідський султан Бенгалії Гіяс-ад-дін Бахадур-шах III (1563—1564) був повалений та вбитий афганцем Тадж-ханом Каррані, який заснував нову династію султанів Бенгалії.